# Frederick Howard
Frederick Howard (Château Howard, 28 mai 1748 – Château Howard, 4 septembre 1825), 5e comte de Carlisle, est un homme politique, diplomate et écrivain britannique.

## Biographie
Tuteur et parent de Lord Byron, il entre à la Chambre des lords en 1769 et tente en vain une réconciliation entre l'Angleterre et les États-Unis (1778).
Vice-roi d'Irlande (1780-1782), il participe activement aux débats parlementaires de 1787 à 1792.

## Œuvres
- Poems, 1773
- The Father's Revenge, tragédie en cinq actes, 1783
- To Sir J. Reynolds, versets, 1790
- A Letter to Earl FitzWilliam, 1795
- The Crisis, 1798
- Unite or Fall, 1798
- The Stepmother, tragédie, 1800
- The Tragedies and Poems of Frederick, Earl of Carlisle, 1801
- Verses on the Death on Lord Nelson, 1806
- Thoughts on the present Condition of the Stage, 1808
- Miscellanies, 1820